# معركة فيازما
معركة فيازما (3 نوفمبر 1812؛ 22 أكتوبر حسب التقويم الغريغوري)، وقعت في بداية انسحاب نابليون من موسكو. في هذا اللقاء، ألحقت قوة روسية بقيادة الجنرال ميلورادوفيتش خسائر فادحة بالحرس الخلفي للجيش الكبير.  على الرغم من أن الفرنسيين أحبطوا هدف ميلورادوفيتش المتمثل في تطويق وتدمير فيلق المارشال دافو، إلا أنهم انسحبوا في حالة جزئية من الفوضى بسبب المضايقات الروسية المستمرة والقصف المدفعي الثقيل.    كانت النكسة الفرنسية في فيازما، على الرغم من عدم حسمها، ذات أهمية كبيرة بسبب تأثيرها المدمر على العديد من فيالق جيش نابليون المنسحب.

## خلفية
كان هدف نابليون في هذه المرحلة من التراجع هو قيادة الجيش الكبير إلى أقرب مستودع إمداد فرنسي، سمولينسك، لكن طول الطريق من موسكو كان 270 ميلاً (430 كم) طويلة ومن المستحيل الدفاع عنه. وقد خنقته أنشطة الثوار ومجموعات الغارات القوزاقية. دمرت قوافل الإمداد الفرنسية بشكل روتيني وأسر 15 ألف جندي فرنسي على طول هذا الطريق في شهري سبتمبر وأكتوبر وحدهما. غادر الفرنسيون موسكو في 18 أكتوبر، وبعد أن حُرموا من الطريق الجنوبي إلى سمولينسك نتيجة لمعركة مالوياروسلافيتس (24 أكتوبر)، اضطروا إلى التراجع والرجوع على نفس الطريق الذي استخدموه في تقدمهم السابق نحو موسكو. نظرًا لأن المنطقة الواقعة على طول هذا الطريق كانت قد تعرضت للتدمير الاقتصادي بسبب الحملات الفرنسية السابقة، فقد فرض التراجع على الجيش الكبير ظروفًا قاسية من الحرمان والاستنزاف.  سرعان ما أدى نقص المواد الغذائية إلى الإحباط والفوضى وحتى المجاعة في صفوف الفرنسيين. 
بحلول 3 نوفمبر، يوم معركة فيازما، كان الجيش الكبير المنسحب ممتدًا في عمود بطول 60 ميلاً (100 كم). كان رأس العمود، الفيلق الثامن لجونو، في دوروغوبوج، مع الفيلق الأول لدافو، الذي كان بمثابة ساقة الجيش، ويقع في ذيل الجيش شرق فيازما مباشرة. بين هاتين النقطتين النهائيتين، كان يمتد من الغرب إلى الشرق، الحرس الإمبراطوري، وقوات يواكيم مورات، والفيلق الثالث لميشيل ني، والفيلق الخامس لبونياتوفسكي، والفيلق الرابع ليوجين.

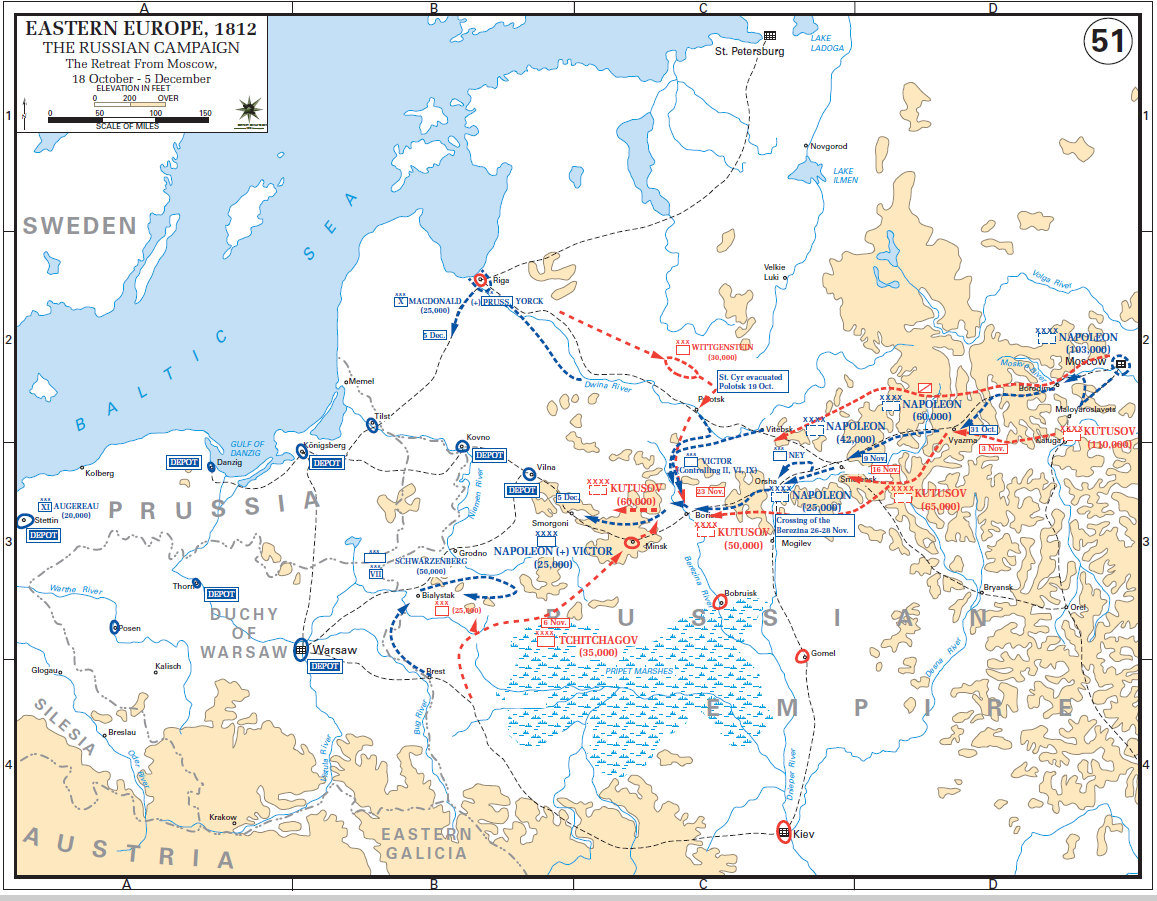
تحركات الجيشين الفرنسي والروسي أثناء انسحاب نابليون من موسكو، من 18 أكتوبر إلى 5 ديسمبر 1812

في هذه المرحلة، تعرض التراجع الفرنسي لهجمات القوزاق في كل منعطف، وكان فيلق دافو على وجه الخصوص محاصرًا بالهجمات الروسية.  بحلول الثاني من نوفمبر، أصبح نابليون غير راضٍ عن إدارة دافو لأنشطة الحرس الخلفي، وأمر ني بالبقاء في فيازما، للسماح للفيلق الأول والرابع والخامس بتجاوزه، وتولي مهام الحرس الخلفي بنفسه. 

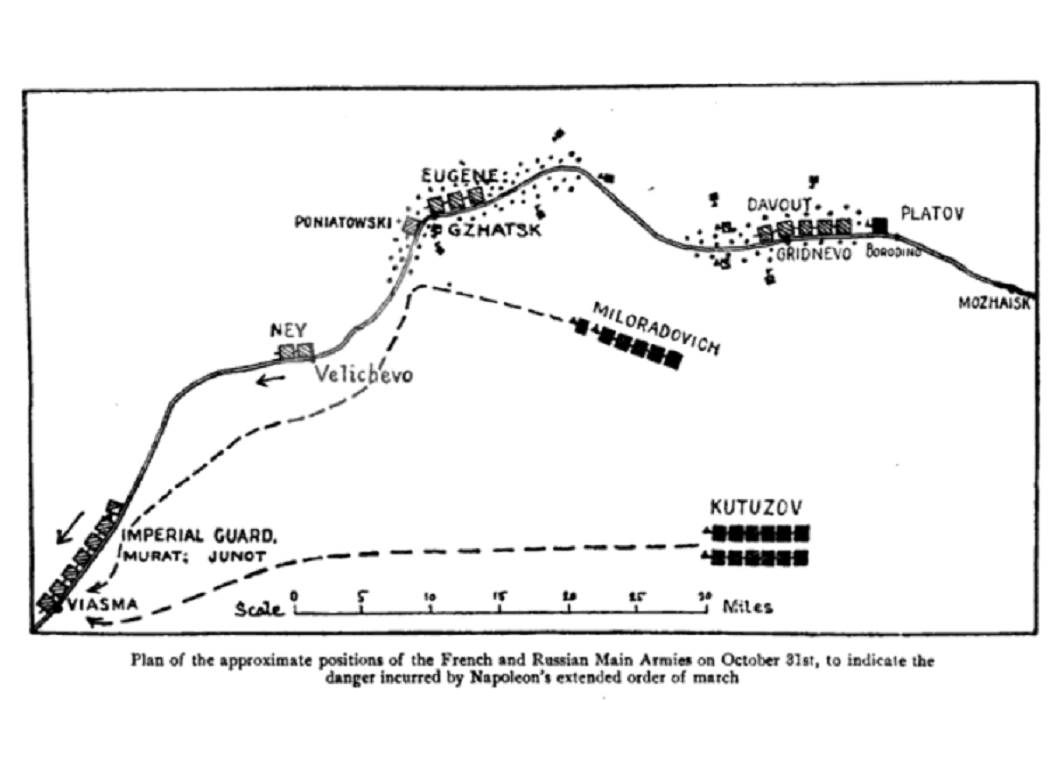
وضع الحملة في 31 أكتوبر، قبل ثلاثة أيام من معركة فيازما

وفي هذه الأثناء، نظم الروس أنفسهم في ثلاث مجموعات أثناء ملاحقتهم للفرنسيين.  أولاً، كان يتبع دافو عن كثب 5000 من القوزاق بقيادة أتامان بلاتوف. كانت هذه المجموعة مدعومة من قبل الفرقة 26 بقيادة الجنرال إيفان باسكيفيتش، والتي بلغ عدد جنودها 4000 جندي. وكان الجنرال ميلورادوفيتش يتقدم قليلاً نحو الجنوب برفقة فيلقي المشاة الثاني والرابع، اللذين بلغ عددهما نحو 14 ألف جندي، وفيلقي الفرسان الثاني والثالث، اللذين بلغ عددهما 3500 جندي. نسق ميلورادوفيتش نشاط كل هذه القوات، بما في ذلك قوات بلاتوف وباسكيفيتش.  تقدم الجيش الروسي الرئيسي بقيادة ميخائيل كوتوزوف، والذي يبلغ تعداده نحو 70 ألف جندي، نحو الجنوب. 
في مساء يوم 2 نوفمبر، أثناء إجراء الاستطلاع جنوب طريق سمولينسك-موسكو، لاحظ ميلورادوفيتش، برفقة قائدي سلاح الفرسان الجنرال كورف والجنرال سيفرز، وجود فجوة بين الفيلق الأول، الواقع إلى الشرق في فيدوروفسكوي، وقوات الفيلق الرابع والخامس الواقعين إلى الغرب خارج فيازما مباشرة. أدرك ميلورادوفيتش العدواني الفرصة لعزل وتدمير فيلق دافو، فقرر الهجوم في وقت مبكر من صباح اليوم التالي. 

## المعركة

### هجمات سلاح الفرسان الروسي
في الساعة 8 صباحًا يوم 3 نوفمبر، هاجم فرسان ميلورادوفيتش العمود الفرنسي غير المنظم الذي يسيطر على طول الطريق الذي يفصل الفيلق الأول عن الفيلقين الرابع والخامس. كما أمر ميلورادوفيتش مدفعيته المتمركزة على المرتفعات القريبة ببدء قصف مدفعي. مع الطقس الدافئ الجميل وأشعة الشمس الساطعة، كان الهجوم ناجحًا تمامًا، حيث استولى على قافلة أمتعة الفيلق الرابع الفرنسي وأجبر القوات الفرنسية على الفرار في حالة من الفوضى. ثم وضع ميلورادوفيتش جنود المشاة وبطاريات الخيول على جانبي الطريق، مما أدى إلى قطع اتصال دافو ببقية الجيش الفرنسي.
في الوقت نفسه الذي هاجم فيه ميلورادوفيتش غرب دافوت، هاجم القوزاق التابعون لبلاتوف دافو من الشرق، بدعم من قوات باسكيفيتش.  شكل جنود المشاة التابعون لدافو مربعات لمواجهة الهجوم من بلاتوف وباسكيفيتش، وأعد مدفعيو جيشه قطعهم للرد على نيران ميلورادوفيتش.  كان 14 ألف جندي من فيلق دافو منهكين بسبب الجوع والإرهاق، وكانوا الآن معرضين لخطر الهزيمة والتدمير على يد الروس.

### هجوم يوجين المضاد
لحسن حظ دافوت، كان هناك ضعف في خطة الهجوم الروسية، حيث هاجم سلاح الفرسان الروسي طريق فيازما-فيدوروفسكوي في ذلك الصباح دون الدعم الكامل من فيلق المشاة الثاني والرابع (بقيادة دوق يوجين من فورتمبيرغ والجنرال أوسترمان تولستوي على التوالي)، اللذين كانا يقعان إلى الجنوب ولن يتمكنا من الوصول إلى ساحة المعركة حتى الساعة 10 صباحًا، أي بعد ساعتين من بدء المعركة. شعر ميلورادوفيتش، خوفًا من أن الفجوة بين دافو وبقية الجيش الفرنسي ستغلق قبل أن يتمكن من استغلالها، أنه من المناسب شن هجوم سلاح الفرسان دون وجود توازن المشاة في متناول اليد. نظرًا لافتقاره إلى أعداد كافية من المشاة لتعزيز قبضته على طريق فيازما-فيدوروفسكوي، كان سلاح الفرسان التابع لميلورادوفيتش عرضة لهجوم مضاد فرنسي حازم.

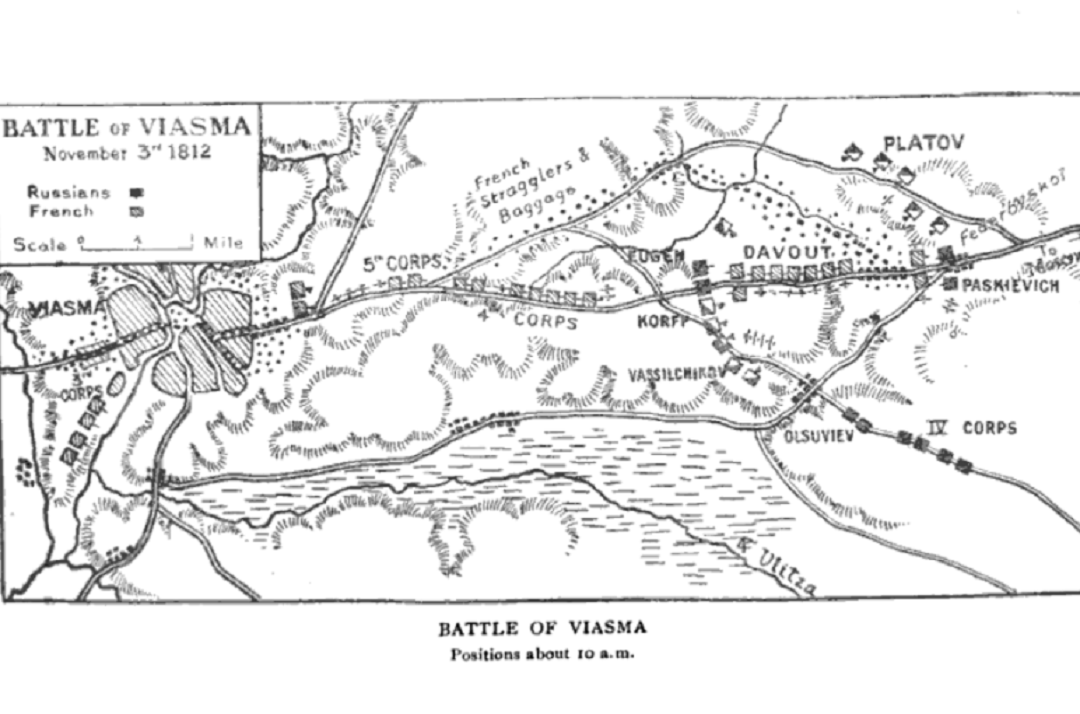
معركة فيازما، الوضع في الساعة العاشرة صباحًا يوم 3 نوفمبر 1812

في هذه المرحلة، تغيرت أحوال دافو للأفضل. صد جنود مشاته في الشرق قوات بلاتوف وباسكيفيتش باستخدام نيران البنادق الثابتة والمنضبطة.   الأمر الأكثر أهمية هو أن يوجين سمع نيران المدفعية وهي تحاصر موقع دافو في الخلف، وأمر قواته على الفور بشن هجوم مضاد على ميلورادوفيتش واستعادة السيطرة على طريق فيازما-فيدوروفسكوي. 
سقطت الهجمة المضادة التي شنها يوجين على مؤخرة القوات التي وضعها ميلورادوفيتش على الطريق المواجه لدافو. شُنّ هذا الهجوم المضاد من قبل فرقتين إيطاليتين تابعتين لأوجين، وفرقة واحدة من البولنديين من الفيلق الخامس، وفوج واحد من القوات أرسله ناي إلى مكان المعركة، وكان فيلقه الثالث متمركزًا في المرتفعات بالقرب من فيازما.   وعندما رأى دافو هذه القوات تتقدم لإنقاذه، أرسل جنوده المشاة لمهاجمته أيضًا.  الآن تعرض سلاح الفرسان التابع لميلورادوفيتش وقواته الصغيرة من المشاة للهجوم من الشرق والغرب، بما في ذلك تعرضهم لنيران المدفعية الفرنسية، وأُجبروا على التراجع عن الطريق.  بفضل الهجوم المضاد الذي شنه يوجين، تم إنشاء ممر على طريق فيازما-فيدوروفسكوي ليتمكن دافو من مواصلة انسحابه.

### ميلورادوفيتش يعيد تموضع قواته
في هذه المرحلة، صد الروس في جميع النقاط، ولكن المعركة لم تنته بعد. وبعد التراجع عن هجوم يوجين، أمر ميلورادوفيتش قواته بإعادة تمركزها بشكل موازٍ للطريق.  وبعد ذلك بدأ قصف مدفعي كثيف ضد قوات دافو أثناء تراجعها نحو فيازما.  ولم تتمكن مدفعية دافو من الرد بفعالية على النيران الروسية، واندلع الذعر بين قواته.
ويصف لويس فيليب، كونت سيجور، وهو مراقب للمجريات على الجانب الفرنسي، هذه اللحظة من المعركة على النحو التالي:
...سادت حالة من الفوضى في الفيلق الأول – الذي كان يقوده دافو. إن المناورة المفاجئة، وخاصة المثال المأساوي لحشد من الفرسان غير المسلحين الذين يركضون جيئة وذهابا في خوف أعمى، ألقى هذا الفيلق في حالة من الارتباك التام. لقد شجع هذا المشهد العدو، الذي اعتبر نفسه منتصراً. كانت مدفعيتهم متفوقة في القوة، فتوجهت إلى مواقعها وفتحت نيرانًا غير مباشرة على خطوطنا، وبدأت في حصد رجالنا، بينما كانت مدافعنا تعود إلينا ببطء شديد من فيازما. 
كان الضرر الذي ألحقته المدفعية الروسية بقوات دافو كبيرًا لدرجة أن العديد منهم اضطروا إلى التخلي عن الطريق والتراجع عبر حقل مفتوح في محاولة يائسة للوصول إلى بر الأمان خلف موقع يوجين.  بحلول الساعة العاشرة صباحًا، عندما وصل بقية مشاة ميلورادوفيتش، كان فيلق دافو المنهك قد لجأ إلى الملجأ خلف يوجين. 
كما تعرضت قوات يوجين أيضًا لضغوط من الروس واضطرت إلى التراجع.  يصف الجنرال السير روبرت ويلسون، وهو رجل إنجليزي راقب الأحداث من الجانب الروسي، القتال في هذه اللحظة على النحو التالي:
وعلى بقية المشاة الروسية القادمة (يوجين من فورتمبيرغ وأوستيرمان-تولستوي)، جدد ميلورادوفيتش الهجوم تحت حماية المدفعية المتفوقة والمقدمة بشكل رائع. تراجع العدو إلى موقع ثانٍ، بين رجافيتس ومزرعة ريوبير، ومن ثم، عندما تعرض للتهديد على كلا الجانبين، إلى بعض المرتفعات أمام فيازما، حيث تم تعزيزهم بالفرقتين الإيطاليتين والحرس الإيطالي وفيلق ني. 
وفقًا لسيجور، كانت نيران المدافع والبنادق الروسية في هذه المرحلة "فعالة بشكل مخيف". 
في الساعة الثانية ظهرًا، اجتمع دافو ويوجين وبوناتوفسكي/زاجاتشيك، وخلصوا إلى أن النصر غير ممكن نظرًا للفوضى في الوحدات الفرنسية الناجمة عن العدوان الروسي. وسرعان ما تراجعت الفيلق الفرنسية الثلاثة إلى فيازما.
في مرحلة ما قبل تراجع الفيلق الفرنسي الثلاثة إلى موقع على المرتفعات التي يحميها ناي، طلب ميلورادوفيتش بشكل عاجل تعزيزات من كوتوسوف، حيث أدرك أن الفرنسيين كانوا ضعفاء وأن الفرصة لتحقيق نصر عظيم ربما تكون قد أتيحت له. كان كوتوسوف الآن على مقربة من المعركة مع جيشه الرئيسي (على بعد 20 ميلاً (32 كم))، ولم يرسل سوى 3000 من فرسانالجنرال أوفاروف ولا شيء أكثر من ذلك. 

### الهجوم الروسي النهائي على فيازما
في الساعة الرابعة مساءً، امتد القتال إلى مدينة فيازما نفسها، التي كانت تلتهمها النيران في تلك اللحظة. بحلول ذلك الوقت، كانت مشاة الجنرال تشوجلوكوف (من فيلق أوسترمان-تولستوي)، بالإضافة إلى مفارز من قوزاق بلاتوف، تشتبك مع الفرنسيين في قتال عنيف ومتقارب في شوارع فيازما. كان الفرنسيون في وضع صعب، واضطروا إلى القتال بشراسة لصد الروس أثناء إخلاء المدينة.
بحلول الساعة الثامنة مساءً، انتهى القتال. تراجعت قوات دافو، ويوجين، وبوناتوفسكي/زاجاتشيك غرب فيازما، مصابة بجروح لكنها سالمة. وكانت مؤخرة ناي آخر من انسحب من المدينة، مُتكبدةً خسائر فادحة في معركة أخيرة بالحراب مع قوة من رماة القنابل الروس. 
من أجل تغطية انسحابهم، أشعل الفرنسيون النار في أجزاء كبيرة من فيازما، مما أدى إلى إصابة العديد من الجانبين بحروق حتى الموت. والأسوأ من ذلك أن التقارير تشير إلى أن الفرنسيين قاموا باحتجاز المدنيين والسجناء الروس في المباني قبل إشعال النار فيها. تمكنت القوات الروسية التي تدفقت إلى المدينة من إنقاذ بعض هؤلاء الضحايا. 
في ذلك المساء، بقي فيلق ناي على المشارف الغربية لمدينة فيازما لصد الروس. ومع ذلك، نظرًا لعدوان الروس، ظلّ الخطر قائمًا، ووفقًا لكولينكور، حتى ناي اضطر إلى "مواصلة انسحابه قبل الفجر تجنّبًا لخسارة قواته".
في اليوم التالي، انسحب نيي على طول طريق مليء بأميال من العربات المشتعلة والمقلوبة ومخابئ الذخيرة المنفجرة، وأرسل سلسلة كاملة من التقارير القاتمة إلى نابليون تفصل المعركة الخاسرة. 

## العواقب

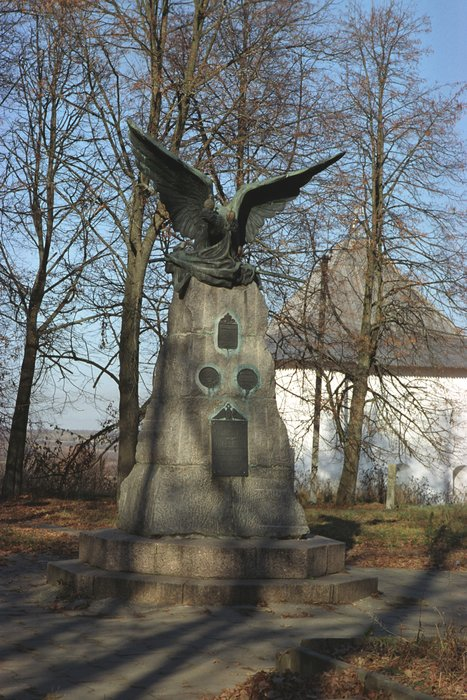
العقاب الروسي ذو الرأسين يرفرف بعلم نابليون. نصب تذكاري في فيازما، يخلد ذكرى انتصار الروس على نابليون.

مثّلت معركة فيازما هزيمةً لمؤخرة الجيش الفرنسي، إذ كانت الخسائر الفرنسية في هذه المعركة، التي تراوحت بين 6000 و8000 قتيل، بما في ذلك 4000 أسرى لدى الروس، باهظة. أدّت صدمة الهجوم الروسي إلى حالة من الفوضى في العديد من الوحدات الفرنسية، ونظرًا لسرعة استئناف انسحابها، لم يُستعاد النظام فيها أبدًا. أصبحت هذه الوحدات المهجورة وغير المنظمة أهدافًا سهلة لغارات القوزاق في الأيام التالية.

ربما كان الجنرال أرماند دي كولينكور، كاتب المذكرات الشهير الذي شارك في أحداث عام 1812 من الجانب الفرنسي، هو الذي لخص على أفضل وجه تأثيرات فيازما على جيشه بالكلمات الحزينة التالية:
حتى ذلك الحين - ما دام عليه أن يقاوم هجمات العدو بمفرده - فقد حافظ الفيلق الأول على شرفه وسمعته، على الرغم من تعرضه لهجوم شرس وكسر تشكيلته بواسطة المدفعية. كان هذا الاضطراب المؤقت واضحًا لأنه كان المرة الأولى التي انشق فيها هؤلاء المشاة الشجعان عن صفوفهم وأجبروا قائدهم العنيد على التراجع. لقد رويت هذه التفاصيل المؤلمة لأن من هذه الحادثة لابد أن نستنتج سبب تفككنا ومشاكلنا. كان الفيلق الأول، الذي كان الأكبر والأفضل عند دخوله الميدان، منافسًا للحرس، هو الأكثر تضررًا منذ ذلك الحين؛ وانتشر الشر. 
لم تتجاوز الخسائر الروسية في معركة فيازما 1800 قتيل وجريح، من أصل 26,500 جندي شاركوا في المعركة. 
لكن نابليون وصل إلى سمولينسك، وبالتالي أنقذ بقايا قواته لمعركة كراسنوي اللاحقة.

## الثقافة الشعبية
يشير ليو تولستوي إلى المعركة في روايته الحرب والسلام.  :601, 613, 635

## الاستشهادات
1. ↑  Егоршина 2023، صفحة 285.
2. ↑  Foord, page 319, cites the figure of 2,500 Russian losses
3. 1 2  Foord, p. 319
4. ↑  Cate, pp. 348–49. Wilson, p. 242, writes that Miloradovich sent a message to Kutusov, 30 ميل (48 كـم) away at Dubrova, requesting the main army's support in the upcoming action.
5. 1 2
6. ↑  Tolstoy، Leo (1949). War and Peace. Garden City: International Collectors Library.

## روابط خارجية
- غزو نابليون لروسيا عام 1812
- خريطة معركة فيازما 1812 نسخة محفوظة 10 سبتمبر 2019 على موقع واي باك مشين.